# Pupilloidea
Die Pupilloidea sind eine große Überfamilie der Schnecken aus der Unterordnung der Landlungenschnecken (Stylommatophora). 

## Merkmale
Die Gehäuse sind meist klein bis sehr klein. Die Gehäuseform reicht von oval, zylindrisch, hochkonisch bis abgeflacht-konisch. Die Oberfläche der embryonalen Windungen ist glatt bis leicht granuliert, die der postembryonalen Windungen meist mehr oder weniger radial skulptiert. Die Mündung kann bezahnt sein. Die Mündungsränder sind mehr oder weniger deutlich umgebogen und verbreitert. Im zwittrigen Genitalapparat ist ein Penis mit Epiphallus vorhanden. Ein Blindsack (Caecum) sitzt am basalen Epiphallus, auch ein Penis-Appendix ist vorhanden. Der Penisretraktor ist verzweigt, er setzt in der Nähe des Blindsackes an. Bei einigen Gruppen fehlt das untere Tentakelpaar.

## Geographisches Vorkommen
Die Überfamilie ist weltweit verbreitet.

## Systematik
Die Überfamilie Pupilloidea umfasst nach Bouchet & Rocroi (2005) 13 Familien. Dagegen scheidet Schileyko (1998) neben den Pupilloidea die Überfamilien Orculoidea, Vertiginoidea und Chondroidea aus, denen er die meisten, der hier aufgeführten Familien zuweist.
- Überfamilie Pupilloidea Turton, 1831
  - Familie Puppenschnecken (Pupillidae Turton, 1831) (Schileyko (1998) unterteilt die Familie in zwei Unterfamilie Pupillinae und Pupoidinae Iredale, 1940)
  - Familie Argnidae Hudec, 1965
  - Familie Kornschnecken (Chondrinidae Steenberg, 1925)
  - Familie †Cylindrellinidae Zilch, 1959
  - Familie Lauriidae Steenberg, 1925
  - Familie Fässchenschnecken (Orculidae Pilsbry, 1918)
    - Unterfamilie Orculinae Pilsbry, 1918
    - Unterfamilie Odontocycladinae Hausdorf, 1996

  - Familie Scheibenschnecken (Pleurodiscidae Wenz, 1923)
  - Familie Pyramidenschnecken (Pyramidulidae Kennard & Woodward, 1914)
  - Familie Spelaeoconchidae Wagner, 1928
  - Familie Spelaeodiscidae Steenberg, 1925
  - Familie Strobilopsidae Wenz, 1915
  - Familie Grasschnecken (Valloniidae Morse, 1864)
  - Familie Windelschnecken (Vertiginidae Fitzinger, 1833)
    - Unterfamilie Vertigininae Fitzinger, 1833
      - Tribus Vertiginini Fitzinger, 1833
      - Tribus Truncatellinini Steenberg, 1925

    - Unterfamilie Gastrocoptinae Pilsbry, 1918
    - Unterfamilie Nesopupinae Steenberg, 1925